# Cymodusa propodeata
Cymodusa propodeata là một loài tò vò trong họ Ichneumonidae.